# Jennifer Connelly
Jennifer Lynn Connelly (Cairo, Nova Iorque, 12 de dezembro de 1970) é uma atriz norte-americana, vencedora de um Oscar de Melhor Atriz Coadjuvante, por sua interpretação no filme A Beautiful Mind (2001).
Seus trabalhos no cinema incluem, Once Upon a Time in America (1984), Labyrinth (1986), Career Opportunities (1991), Dark City (1998), Requiem for a Dream (2000), Hulk (2003), Dark Water (2005), Blood Diamond (2006), Reservation Road (2007),The Day the Earth Stood Still (2008), He's Just Not That Into You (2009), Noé (2014), Alita: Battle Angel (2019) e Top Gun: Maverick (2022).

## Biografia
Jennifer Connelly é filha única  de Ilene Carol  Schumann (1942 –2013), uma antiquária, e Gerard Connelly (falecido em 2008), um fabricante de roupas. Seu pai era católico de ascendência irlandesa e norueguesa, enquanto sua mãe era judia. Ela passou boa parte de sua infância em Brooklyn Heights. Seu pai sofria de asma, então a família se mudou para Woodstock em 1976, para escapar da poluição da cidade. De volta ao Brooklyn, ela estudou na Saint Ann School.

## Carreira

### 1980–1989
Quando Connelly tinha dez anos, um amigo executivo de publicidade de seu pai sugeriu que ela fizesse um teste como modelo. Seus pais enviaram uma foto dela para a Ford Modeling Agency, que a contratou. Logo depois, ela começou a aparecer em jornais, revistas e comerciais para a televisão. Ela estreou como atriz em 1982, em um episódio de Tales of the Unexpected, e também participou do videoclipe "Space Age Love Song" da banda A Flock Of Seagulls. Em 1983, participou do videoclipe da banda Duran Duran, "Union of the Snake".
Em 1984, aos 11 anos, ela foi selecionada para o papel de Deborah Gellypara, uma aspirante a dançarina e atriz no filme Era uma vez na América. Sua performance e semelhança com a atriz Elizabeth McGovern, que interpretou a personagem quando adulta, convenceram o diretor a escalá-la. Seu primeiro papel principal foi em 1985, no filme Phenomena, onde ela interpreta uma garota que se comunica psiquicamente com insetos para perseguir o assassino de alunos da escola suíça onde ela se matriculou. No mesmo ano, ela protagonizou o filme adolescente Seven Minutes in Heaven.
Connelly ganhou reconhecimento do público em 1986, com o filme de fantasia musical Labirinto, que ela estrelou ao lado de David Bowie, interpretando Sarah Williams, uma adolescente que parte em uma aventura para resgatar seu irmão Toby do mundo dos goblins. Embora tenha sido uma decepção nas bilheterias na época, o filme se tornou um clássico cult. Em 1988, ela atuou como aluna de balé no filme italiano Etoile, que foi lançado em 1989, e interpretou a estudante universitária Gabby em Some Girls.

### 1990–1999
Em 1990, Dennis Hopper viu Connelly em Some Girls, e a convidou para participar de seu filme The Hot Spot, onde ela foi elogiada, porém o filme não fez sucesso nas bilheterias. Seu próximo filme foi a comédia de 1991, Career Opportunities, que fez sucesso, mas foi bastante criticado pela mídia por explorar o corpo de Connelly. No mesmo ano, estrelou The Rocketeer, um filme de super-heróis produzido pela Touchstone. Em 1992, ela apareceu ao lado de Jason Priestley no videoclipe "I Drove All Night" de Roy Orbison, e estrelou o telefilme The Heart of Justice, dirigido pelo cineasta brasileiro Bruno Barreto.
Em 1994, Connelly apareceu no drama Of Love and Shadows, ao lado de Antonio Banderas. Em 1995, ela atuou como uma estudante universitária lésbica em Higher Learning. No ano seguinte, ela apareceu no filme independente Far Harbor, e no thriller policial Mulholland Falls. Em 1997, recebeu elogios da crítica com o drama Inventing the Abbotts. Em 1998, foi convidada pelo diretor Alex Proyas para fazer o filme de ficção científica Dark City, interpretando a cantora Emmaque, cujo marido, John Murdoch (Rufus Sewell), sofre de amnésia. 

### 2000–2009
Em 2000, ela apareceu como Catherine Miller na série dramática da Fox The Street, sobre uma corretora em Nova York, e logo em seguida, atuou no filme biográfico Pollock, no qual ela interpretou Ruth Kligman, amante de Jackson Pollock. No mesmo ano, atuou no aclamado filme independente Requiem for a Dream, interpretando Marion Silver, uma garota de classe média de Manhattan Beach que persegue o sonho de abrir uma loja de roupas, mas se torna viciada em heroína e cai em uma vida de prostituição. Connelly se preparou para o papel alugando um apartamento no prédio onde a personagem morava; Ela se isolou, pintou, ouviu música, desenhou roupas e usou o tempo para refletir sobre os vícios e sua origem. Connelly também conversou com viciados e participou de reuniões de Narcóticos Anônimos com um amigo que estava em recuperação. O elenco recebeu aclamação da crítica por sua representação da degradação física e mental.

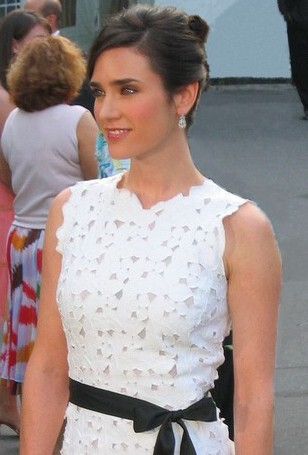
Jennifer em 2005, em Nova Iorque, no Central Park.

Em 2001, ela atuou no filme biográfico A Beautiful Mind, do diretor Ron Howard. Connelly foi escalada como Alicia Nash, a esposa atenciosa do esquizofrênico John Nash, interpretado por Russell Crowe. Connelly conheceu a verdadeira Alicia Nash antes do início das filmagens para aprender sobre sua vida. O filme foi um sucesso comercial e de crítica, arrecadando mais de US$ 313 milhões em todo o mundo. Por sua atuação, Connelly ganhou um Globo de Ouro, um Oscar de Melhor Atriz Coadjuvante, e um BAFTA. O crítico da revista Time, Richard Schickel, chamou sua atuação de "luminosa", inteligente e apaixonada.
Em 2003, Connelly estrelou no filme Hulk, como Betty Ross, uma cientista e ex-namorada do personagem principal, Bruce Banner. Ela disse que aceitou o convite de Ang Lee, pois estava interessada em sua perspectiva filosófica sobre o super-herói da Marvel Comics. No mesmo ano, ela apareceu em House of Sand and Fog, interpretando Kathy Nicolo, uma esposa abandonada cuja casa herdada é vendida em leilão para o emigrante iraniano e ex-coronel Massoud Amir Behrani (Ben Kingsley). O longa foi aclamado pela crítica, em especial, por sua atuação.
Após uma ausência de dois anos da cena cinematográfica, Connelly retornou no thriller de terror psicológico Dark Water, interpretando Dahlia, uma mulher traumatizada por seu passado, que se muda com sua filha para um apartamento na cidade de Nova York, onde coisas paranormais acontecem. Novamente ela foi dirigida por um cineasta brasileiro, Walter Salles. Connelly também atuou ao lado de Kate Winslet no romance Little Children, e em 2006, co-estrelou com Leonardo DiCaprio em Diamante de Sangue, onde interpretou a jornalista Maddy Bowen, que trabalhou para expor a verdadeira história por trás dos diamantes de sangue. Ambos os filmes, foram elogiados pela critica e indicados a vários prêmios da Academia.
Sua próxima aparição foi em 2007, no drama Reservation Road, com Joaquin Phoenix e Mark Ruffalo. Ela interpretou Grace, uma mãe que depois que seu filho morre em um atropelamento, tenta gradualmente superar sua dor, enquanto seu marido Ethan (Phoenix) fica obcecado em descobrir quem o matou. Em 2008, ela estrelou ao lado de Keanu Reeves o remake do filme de ficção científica de 1951, O Dia em que a Terra Parou, interpretando a astrobióloga Helen Benson. Em 2009, atuou na comédia romântica, Ele Não Está Tão a Fim de Você, e apareceu no filme biográfico de época Creation, ao lado de seu marido na vida real Paul Bettany, no qual interpretou Emma Darwin, esposa de Charles Darwin.

### 2010–2019
Em 2010, Connelly atuou em Virginia, interpretando o papel-título, uma mulher mentalmente instável que tem um caso de 20 anos com o xerife local, cuja filha então começa um relacionamento com o filho de Virginia. Ela se preparou para o papel assistindo a documentários sobre esquizofrenia; ela também passou um tempo no Instituto Psiquiátrico do Estado de Nova York para entender as afeições e obstáculos de sua personagem. Durante a preparação, o diretor Dustin Lance Black, solicitou o conselho de Connelly para projetar o cenário da casa de Virginia, bem como a seleção do vestuário para criar o estilo da personagem. Ela foi elogiada por sua performance.
Em 2011, Connelly estrelou a comédia, The Dilemma, ao lado de Vince Vaughn. Seu próximo projeto, Salvation Boulevard, onde ela interpretou Gwen, a esposa de Carl Vanderveer (Greg Kinnear); o casal é membro da Igreja do Terceiro Milênio, liderada pelo pastor Dan (Pierce Brosnan). Seu próximo filme o drama familiar Stuck in Love, de 2012, novamente ao lado de Greg Kinnear. Connelly interpretou a ex-esposa do personagem de Kinnear, por quem ele é obcecado. Em 2014, Connelly teve um papel nno romance Winter's Tale, ao lado de Colin Farrell, e trabalhou novamente com Russell Crowe, no filme bíblico Noé. No ano seguinte, estrelou o drama Shelter, sendo a estreia na direção de seu marido, Paul Bettany; além de atuar no longa, Aloft.

### 2020–atualmente
De 2020 a 2024, Connelly estrelou a série de televisão Snowpiercer. Connelly atuou no filme Top Gun: Maverick, como Penelope "Penny" Benjamin, uma mãe solteira, dona de um bar e o par romântico de Maverick (Tom Cruise). O longa foi originalmente programado para ser lançado em 12 de julho de 2019, sendo adiado para 26 de junho de 2020, o que não ocorreu devido à pandemia de COVID-19, sendo finalmente lançado em 27 de maio de 2022. Apesar dos atrasos, acabou se tornando um sucesso de critica, e o segundo filme de maior bilheteria daquele ano.

## Vida pessoal
Depois de se formar no ensino médio em 1988, Connelly foi para a Universidade de Yale estudar literatura inglesa. Depois de dois anos em Yale, Connelly se transferiu para a Universidade de Stanford para estudar teatro.
Jennifer tem três filhos: Kai, nascido em julho de 1997, filho de Jennifer com o fotógrafo David Dugan; Stellan Bettany, nascido em 5 de agosto de 2003 e Agnes Lark, nascida em 31 de maio do seu casamento com Paul Bettany.

### Filantropia
Em 14 de novembro de 2005, Connelly foi nomeada Embaixadora da Anistia Internacional para a Educação em Direitos Humanos. Ela apareceu em um anúncio destacando a necessidade global de água limpa e buscou doações para projetos de perfuração de poço para africanos, indianos e centro-americanos para a organização sem fins lucrativos Charity: Water.  Em 2 de maio de 2009, ela participou da Corrida Anual de 5 km da Revlon para Mulheres. Em maio de 2012, Connelly foi nomeada embaixadora do fundo Save the Children, para defender os direitos das crianças nos Estados Unidos e em todo o mundo.

## Filmografia

### Filmes
| Ano  | Filme                         | Personagem                        | Título em português                                        | Notas        |
| ---- | ----------------------------- | --------------------------------- | ---------------------------------------------------------- | ------------ |
| 1984 | Once Upon a Time in America   | Deborah Gelly (jovem)             | br / pt: Era Uma Vez na América                            |              |
| 1985 | Phenomena                     | Jennifer Corvino                  | br: Fenômeno                                               |              |
| 1985 | Seven Minutes in Heaven       | Natalie Becker                    | br: Sete Minutos no Paraíso                                |              |
| 1986 | Labyrinth                     | Sarah Williams                    | br: Labirinto - A Magia do Tempo / pt: Labirinto           |              |
| 1988 | Some Girls                    | Gabriella d'Arc                   | br: Essas Garotas                                          |              |
| 1989 | Etoile                        | Claire Hamilton / Natalie Horvath |                                                            |              |
| 1990 | The Hot Spot                  | Gloria Harper                     | br: Hot Spot - Um Local Muito Quente / pt: Ardente Sedução |              |
| 1991 | Career Opportunities          | Josie McClellan                   | br: Construindo uma Carreira                               |              |
| 1991 | The Rocketeer                 | Jenny Blake                       | br: Rocketeer                                              |              |
| 1992 | The Heart of Justice          | Emma Burgess                      | br: O Coração da Justiça                                   | Telefilme    |
| 1994 | Of Love and Shadows           | Irene                             | br: De Amor e de Sombras                                   |              |
| 1995 | Higher Learning               | Taryn                             | br: Duro Aprendizado                                       |              |
| 1996 | Mulholland Falls              | Allison Pond                      | br: O Preço da Traição                                     |              |
| 1996 | Far Harbor                    | Ellie                             |                                                            |              |
| 1997 | Inventing the Abbotts         | Eleanor Abbott                    | br: Círculo de Paixões                                     |              |
| 1998 | Dark City                     | Emma Murdoch / Anna               | br: Cidade das Sombras                                     |              |
| 2000 | Waking the Dead               | Sarah Williams                    | br: Amor Maior que a Vida                                  |              |
| 2000 | Requiem for a Dream           | Marion Silver                     | br: Réquiem para um Sonho                                  |              |
| 2000 | Pollock                       | Ruth Kligman                      | br: Pollock                                                |              |
| 2001 | A Beautiful Mind              | Alicia Nash                       | br / pt: Uma Mente Brilhante                               |              |
| 2003 | Hulk                          | Betty Ross                        | br / pt: Hulk                                              |              |
| 2003 | House of Sand and Fog         | Kathy Nicolo                      | br: Casa de areia e névoa                                  |              |
| 2005 | Dark Water                    | Dahlia Williams                   | br: Água Negra / pt: Águas Passadas                        |              |
| 2006 | Little Children               | Kathy Adamson                     | br: Pecados Íntimos                                        |              |
| 2006 | Blood Diamond                 | Maddy Bowen                       | br / pt: Diamante de Sangue                                |              |
| 2007 | Reservation Road              | Grace Learner                     | br: Traídos pelo Destino                                   |              |
| 2008 | The Day the Earth Stood Still | Helen Benson                      | br: O Dia que a Terra Parou                                |              |
| 2008 | Inkheart                      | Roxane                            | br: Coração de tinta                                       | Participação |
| 2009 | He's Just Not That Into You   | Janine                            | br: Ele Não Está Tão a Fim de Você                         |              |
| 2009 | 9                             | 7                                 | br: 9 - A Salvação                                         | Voz          |
| 2009 | Creation                      | Emma Darwin                       | br: Criação                                                |              |
| 2010 | Virginia                      | Virginia                          |                                                            |              |
| 2011 | The Dilemma                   | Beth                              | br: O Dilema                                               |              |
| 2012 | Stuck In Love                 | Erica                             | br: Ligados pelo amor                                      |              |
| 2014 | Noah                          | Noéma                             | br: Noé                                                    |              |
| 2014 | Winter's Tale                 | Virginia Gamely                   | br: Um conto do destino                                    |              |
| 2014 | Aloft                         | Nana Kunning                      | br: Marcas do Passado                                      | [ 56 ]       |
| 2014 | Shelter                       | Hannah                            | br: Viver sem Endereço                                     | [ 57 ]       |
| 2016 | American Pastoral             | Dawn Dwyer                        | br: Pastoral Americana                                     |              |
| 2017 | Spider-Man: Homecoming        | Karen                             | br: Homem Aranha: De volta ao lar                          | Voz          |
| 2017 | Only the Brave                | Amanda Marsh                      | br: Homens de Coragem                                      |              |
| 2019 | Alita: Battle Angel           | Dr. Chiren                        | br: Alita: Anjo de Combate                                 |              |
| 2022 | Top Gun: Maverick             | Penelope "Penny" Benjamin         | br: Top Gun: Maverick                                      |              |
| 2023 | Bad Behaviour                 | Lucy                              | br: Mau Comportamento                                      | [ 58 ]       |

### Televisão
| Ano       | Titulo      | Personagem       | Notas                         |
| --------- | ----------- | ---------------- | ----------------------------- |
| 2000–2001 | The $treet  | Catherine Miller | Papel principal, 12 episódios |
| 2020–2024 | Snowpiercer | Melanie Cavill   | Papel principal               |
| 2024      | Dark Matter | Daniela Dessen   | Papel principal               |

## Prêmios e Indicações
| Ano  | Prêmio                                            | Categoria                                      | Trabalho              | Resultado | Ref.   |
| ---- | ------------------------------------------------- | ---------------------------------------------- | --------------------- | --------- | ------ |
| 2002 | Academy Awards                                    | Melhor Atriz Coadjuvante                       | A Beautiful Mind      | Venceu    | [ 60 ] |
| 2002 | American Film Institute Awards                    | Atriz em Destaque do Ano                       | A Beautiful Mind      | Venceu    | [ 61 ] |
| 2002 | British Academy Film Awards                       | Melhor Atriz Coadjuvante                       | A Beautiful Mind      | Venceu    | [ 62 ] |
| 2002 | Chicago Film Critics Association Awards           | Melhor Atriz Coadjuvante                       | A Beautiful Mind      | Indicada  |        |
| 2001 | Chlotrudis Awards                                 | Melhor Atriz Coadjuvante                       | Requiem for a Dream   | Indicada  |        |
| 2002 | Critics' Choice Movie Awards                      | Melhor Atriz Coadjuvante                       | A Beautiful Mind      | Venceu    |        |
| 2004 | Critics' Choice Movie Awards                      | Melhor Atriz                                   | House of Sand and Fog | Indicada  |        |
| 2021 | Critics' Choice Super Awards                      | Melhor Atriz em Série de Ação                  | Snowpiercer           | Indicada  |        |
| 2023 | Critics' Choice Super Awards                      | Melhor Atriz em Filme de Ação                  | Top Gun: Maverick     | Indicada  |        |
| 2002 | Dallas–Fort Worth Film Critics Association Awards | Melhor Atriz Coadjuvante                       | A Beautiful Mind      | Indicada  |        |
| 2003 | Empire Awards                                     | Melhor Atriz                                   | A Beautiful Mind      | Indicada  |        |
| 2006 | Fangoria Chainsaw Awards                          | Melhor Atriz                                   | Água Negra            | Indicada  | [ 63 ] |
| 2002 | Golden Globe Awards                               | Melhor Atriz Coadjuvante em Filme              | A Beautiful Mind      | Venceu    |        |
| 2007 | Hollywood Film Awards                             | Atriz Coadjuvante do Ano                       | Reservation Road      | Venceu    |        |
| 2001 | Independent Spirit Awards                         | Melhor Atriz Coadjuvante                       | Requiem for a Dream   | Indicada  |        |
| 2001 | Online Film Critics Society Awards                | Melhor Atriz Coadjuvante em um Filme – Drama   | Requiem for a Dream   | Indicada  |        |
| 2001 | Online Film Critics Society Awards                | Melhor Elenco                                  | Requiem for a Dream   | Indicado  |        |
| 2002 | Online Film Critics Society Awards                | Melhor Atriz Coadjuvante                       | A Beautiful Mind      | Venceu    |        |
| 2002 | Satellite Awards                                  | Melhor Atriz Coadjuvante em um Filme – Drama   | A Beautiful Mind      | Venceu    |        |
| 2004 | Satellite Awards                                  | Melhor Atriz em Filme - Drama                  | House of Sand and Fog | Indicada  |        |
| 1992 | Saturn Awards                                     | Melhor Atriz Coadjuvante                       | The Rocketeer         | Indicada  |        |
| 2004 | Saturn Awards                                     | Melhor Atriz                                   | Hulk                  | Indicada  |        |
| 2002 | Screen Actors Guild Awards                        | Melhor Performance de Atriz em Papel Principal | A Beautiful Mind      | Indicada  |        |
| 2002 | Screen Actors Guild Awards                        | Melhor desempenho de elenco em um filme        | A Beautiful Mind      | Indicada  |        |
| 2004 | Vancouver Film Critics Circle Awards              | Melhor Atriz                                   | House of Sand and Fog | Indicada  |        |